# 蒲公英叶风毛菊
蒲公英叶风毛菊（学名：Saussurea taraxacifolia）为菊科风毛菊属的植物。分布于锡金、印度、尼泊尔以及中国大陆的西藏等地，生长于海拔3,800米至4,700米的地区，常生长在山坡灌丛，目前尚未由人工引种栽培。